# Drożdże górnej fermentacji
Drożdże górnej fermentacji – szczepy drożdży z gatunku Saccharomyces cerevisiae wykorzystywane w piwowarstwie do warzenia piw pszenicznych, angielskich, niektórych belgijskich i innych. W odróżnieniu od drożdży fermentacji dolnej – Saccharomyces pastorianus – drożdże fermentacji górnej fermentują w temperaturach wyższych (15–25 °C), a w trakcie fazy burzliwej fermentacji zbierają się na powierzchni brzeczki. Z czasem również drożdże górnej fermentacji osadzają się na dnie, jednakże w browarach posiadających kadzie otwarte zbierane są one z powierzchni, zanim opadną na dno.
Drożdże górnej fermentacji nie występują jako komórki osobne lub w parach, lecz tworzą całe grupy fermentujących komórek, co różni je od drożdży fermentacji dolnej. Przeważa u nich tlenowy typ przemiany materii. Ze względu na większą zdolność zarodnikowania tworzą one po fermentacji większą niż drożdże dolnej fermentacji biomasę. Drożdże górnej fermentacji dają piwo wysoko odfermentowane i o mniejszej klarowności, niż przy użyciu drożdży dolnej fermentacji. Posiadają również intensywniejszy zapach oraz wyższą zawartość ubocznych produktów fermentacji, w szczególności wyższych alkoholi i estrów.